# Mandolin Hills
Mandolin Hills är en kulle i Antarktis. Den ligger i Västantarktis. Argentina, Chile och Storbritannien gör anspråk på området. Toppen på Mandolin Hills är 300 meter över havet.
Terrängen runt Mandolin Hills är platt åt nordost, men åt sydväst är den kuperad. Trakten är obefolkad. Det finns inga samhällen i närheten.